# Imizu
Imizu (射水市?) è una città giapponese della prefettura di Toyama.